# Il signor Rossi al mare
Il signor Rossi al mare è il terzo cortometraggio del signor Rossi del 1964 diretto da Bruno Bozzetto.

## Trama
Il signor Rossi parte per una vacanza estiva verso una località turistica molto affollata. Affronterà tutti gli ostacoli tipici del posto.